# Gary Yaremchuk
Gary Yaremchuk (* 15. August 1961 in Edmonton, Alberta) ist ein ehemaliger kanadischer Eishockeyspieler, der von 1981 bis 1985 für die Toronto Maple Leafs in der National Hockey League gespielt hat. Sein jüngerer Bruder Ken ist ebenfalls ein ehemaliger NHL-Spieler.

## Karriere
Gary Yaremchuk begann seine Karriere bei den Portland Winter Hawks, für die er von 1979 bis 1981 in der Western Hockey League spielte. Anschließend wurde er im NHL Entry Draft 1981 in der zweiten Runde als insgesamt 24. Spieler von den Toronto Maple Leafs ausgewählt, bei denen er bis 1985 insgesamt vier Jahre lang unter Vertrag stand. Hauptsächlich wurde der Angreifer allerdings in Torontos damaligen Farmteams, den Cincinnati Tigers aus der Central Hockey League und den St. Catharines Saints aus der American Hockey League, eingesetzt. 
Am 13. August 1985 verpflichteten die Detroit Red Wings Yaremchuk als Free Agent, kam allerdings in der Saison 1985/86 nur in deren damaligen Farmteam, den Adirondack Red Wings aus der American Hockey League, zum Einsatz. Im Anschluss daran wechselte Yaremchuk erstmals nach Europa, als er in der Spielzeit 1986/87 bei Jokerit in der SM-liiga spielte. Auch die nächsten drei Spielzeiten blieb Yaremchuk in Finnland und absolvierte eine Spielzeit für Oulun Kärpät und zwei weitere Jahre für KooKoo Kouvola. 
Von 1990 bis 1994 stand Yaremchuk je eine Spielzeit beim EC Ratingen in der 2. Eishockey-Bundesliga, beim HC Amiens Somme in der französischen Ligue Magnus, dem HC Gardena aus der italienischen Serie A und den Durham Wasps aus der British National League unter Vertrag, bevor er 1994 seine Karriere beendete.

## Erfolge und Auszeichnungen
- 1986 Calder-Cup-Gewinn mit den Adirondack Red Wings